# Caddo Valley
Caddo Valley é uma cidade  localizada no estado americano de Arkansas, no Condado de Clark.

## Demografia
Segundo o censo americano de 2000, a sua população era de 563 habitantes. 
Em 2006, foi estimada uma população de 614, um aumento de 51 (9.1%).

## Geografia
De acordo com o United States Census Bureau, a localidade tem uma área de 7,6 km², sem área coberta por água. Caddo Valley localiza-se a aproximadamente 64 m acima do nível do mar.

## Localidades na vizinhança
O diagrama seguinte representa as localidades num raio de 32 km ao redor de Caddo Valley. 